# レッドライオン
レッドライオン（Red Lions）は、1985年にソフィアが開発し、西陣が発売した羽根モノパチンコ機、および後継シリーズ。西陣の機種としては、1985年の新風営法に伴う保通協制度による許可第1号機である。「ガオー」などの派手な効果音が人気となる。

## 概要
- 当時20万台を売り上げたヒット機種で、同社を代表する羽根モノ機。
- 袖チューリップが肩入賞口と連動している。
- タレントの若草智恵がイメージガールを務めていた。

## スペック
- 『レッドライオン』（1985年）
  - 賞球数 13 大当たり最高継続 8R10C
- 『レッドライオンV2』
  - 初代レッドライオンの色調などのデザイン違いで、スペックは同一
  - 賞球数 13 大当たり最高継続 8R10C
- 『レッドライオンアルファ』
  - 役物や音楽がリニューアルされ新しさをアピール、V感知までの時間が早くなった
  - 役物のデキにもよるが、旧レッドライオンに比べてV入賞率は高め
  - 同時期発売の機種に比べ盤面周辺のデザインが古いことから、開発自体は少し古いと思われる
  - 賞球数 13 大当たり最高継続 8R10C
- 『キングスライオン』
  - 新要件の時代であるが旧要件と同等スペックで登場
  - 役物Vゾーン付近に段差が設けられ、Vゾーンへの入賞率が下がった
  - 賞球数 13 大当たり最高継続 8R9C（新要件では初回入賞を1R目とするので、仕様上は9R、実質8R）
- 『CRレッドライオンSV』（2003年）
  - 賞球数 5&10 大当たり最高継続 15R10C
  - 図柄「V」でVルートの「ビクトリーヒット」、「N」でVルートなしの「チャレンジヒット」
- 『レッドライオンSVX』（2003年）
  - 賞球数 5&10 大当たり最高継続 15R10C
  - 図柄「V」でVルートの「ビクトリーヒット」、「1」でVルートなしの「チャレンジヒット」、「5」で4ラウンドまでの「ビクトリーヒット」
- 『CRレッドライオンS』（2004年）
  - 賞球数 5&10 大当たり最高継続 14R10C
  - 図柄「V」でVルートの「ビクトリーヒット」、「1」でVルートなしの「チャレンジヒット」、「5」で4ラウンドまでの「ビクトリーヒット」